# 467
467 (CDLXVII) je bilo navadno leto, ki se je po julijanskem koledarju začelo na nedeljo.

## Dogodki
- 1. januar

## Rojstva
- Leon II., cesar Vzhodnega rimskega cesarstva († 474)